# خوسيه خافيير أسبرتسا توريس
خوسيه خافيير أسبرتسا توريس (بالإسبانية: José Javier Esparza)‏ هو صحفي إسباني، ولد في 1963 في بلنسية في إسبانيا.